# Castillo del Rey (Pollensa)
El Castillo del Rey es un castillo roquero situado en la montaña del Castillo del Rey en el Valle de Ternelles, en Pollensa y tiene una altura de 492 m.
En la época romana, ya fue usado como fortificación y en la época musulmana, fue, con el Castillo de Alaró el último reducto de resistencia a las tropas de Jaime I de Aragón que invadieron Mallorca en 1229. Resistieron hasta marzo de 1231.
Otro hecho histórico destacado que sucedió allí fue el de la resistencia que ofreció, en 1343 y durante tres meses de asedio, el último reducto de los fieles al rey de Mallorca Jaime III cuando éste ya había perdido su reino y se lo había anexionado la Corona de Aragón de Pedro el Ceremonioso.
El castillo fue usado de atalaya más que de recinto para la defensa. Fue abandonado en el siglo XVIII y se fue deteriorando. Actualmente está en ruinas, siendo de propiedad privada y prohibida la entrada.
Actualmente el camino que conduce al castillo es motivo de controversia. Siendo un camino público, los propietarios (la familia March) han logrado restringir su acceso.
El poeta Miguel Costa y Llobera escribió el poema Castillo del Rey en 1896. En pollencí oral: "U castell d'u rei".